# Tiszabercel
Tiszabercel je vas na Madžarskem, ki upravno spada pod podregijo Ibrány–Nagyhalászi Županije Szabolcs-Szatmár-Bereg.